# Dimitar Shtilianov
Dimitar Panayotov Shtilianov –en búlgaro, Димитър Панайотов Щилянов– (Sliven, 17 de julio de 1976) es un deportista búlgaro que compitió en boxeo.
Ganó dos medallas en el Campeonato Mundial de Boxeo Aficionado, plata en 2001 y bronce en 1999, y tres medallas en el Campeonato Europeo de Boxeo Aficionado entre los años 2000 y 2004.

## Palmarés internacional
| Campeonato Mundial | Campeonato Mundial       | Campeonato Mundial | Campeonato Mundial |
| Año                | Lugar                    | Medalla            | Categoría          |
| ------------------ | ------------------------ | ------------------ | ------------------ |
| 1999               | Houston (Estados Unidos) | Medalla de bronce  | 60 kg              |
| 2001               | Belfast (Reino Unido)    | Medalla de plata   | 63,5 kg            |
| Campeonato Europeo |                          |                    |                    |
| Año                | Lugar                    | Medalla            | Categoría          |
| 2000               | Tampere (Finlandia)      | Medalla de plata   | 63,5 kg            |
| 2002               | Perm (Rusia)             | Medalla de oro     | 63,5 kg            |
| 2004               | Pula (Croacia)           | Medalla de oro     | 60 kg              |